# 1831 en philosophie
Chronologie de la philosophie
- 1827
- 1828
- 1829
- 1830
- 1831
- 1832
- 1833
- 1834
- 1835

L’année 1831 a été marquée, en philosophie, par les événements suivants :

## Naissances
- 31 juillet (12 août dans le calendrier grégorien) : Helena Blavatsky, créatrice de la « théosophie », morte en 1891.

## Décès
- 14 novembre : Georg Wilhelm Friedrich Hegel, philosophe allemand, né en 1770, mort à 61 ans.
- 16 novembre : Carl von Clausewitz, théoricien militaire prussien, né en 1780, mort à 51 ans.